# Journal of Cardiovascular Electrophysiology
Het Journal of Cardiovascular Electrophysiology is een internationaal peer-reviewed wetenschappelijk tijdschrift op het gebied van de hartritmestoornissen en elektrofysiologie van het hart. De naam wordt in literatuurverwijzingen meestal afgekort tot J. Cardiovasc. Electrophysiol. Het wordt uitgegeven door Wiley-Blackwell.
Vanaf de oprichting in 1990 tot 2004 was Douglas P. Zipes hoofdredacteur van het blad. In 2004 vertrok hij en richtte het tijdschrift Heart Rhythm op, dat ongeveer op hetzelfde gebied publiceert.